# Баркова, Анна Александровна
А́нна Алекса́ндровна Барко́ва (3 (16) июля 1901, Иваново-Вознесенск — 29 апреля 1976, Москва) — русская поэтесса, прозаик, драматург и публицист, проведшая более двадцати лет в советских лагерях.

## Биография
Анна Баркова родилась 3 (16) июля 1901 года в Иваново-Вознесенске, была пятым и единственным дожившим до отрочества ребёнком в семье Александра Васильевича Боркова, мещанина из Кинешмы. Училась в гимназии в Иваново-Вознесенске (где её отец работал швейцаром); с 1918 года сотрудничала в ивановской газете «Рабочий край» под руководством А. К. Воронского. Большое влияние на её творчество оказал Фёдор Михайлович Достоевский, которого она считала своим учителем. Поэтесса выступала в печати со стихами (под псевдонимом «Калика Перехожая»), которые были замечены критикой: «Пролеткультовцы приняли в штыки мои стихи… Все обвинения свалились на мою голову: мистицизм, эстетизм, индивидуализм, полнейшая чуждость пролетарской идеологии и, разумеется, „пролетарской” поэзии. В защиту мою выступил только покойный Б. Пастернак» (из письма Анны Барковой от 24 июля 1975 года). Об этом периоде своей жизни поэтесса напишет в незаконченной поэме «Первая и вторая» (1954):
Итак: она фабричной гарью
С младенческих дышала дней.
Жила в пыли, в тоске, в угаре
Среди ивановских ткачей.
Родимый город въелся в душу,
Напоминал ей о себе
Всю жизнь — припадками удушья,

Тупой покорностью судьбе.
В 1922 году перебралась в Москву по приглашению А. В. Луначарского, вторым секретарём у которого недолгое время работала; позднее, вследствие конфликта, покидает его секретариат и пытается устроиться в различные газеты и издательства Москвы. В 1922 году в Петрограде выходит её единственная прижизненная книга стихов «Женщина» (с восторженным предисловием Луначарского), в следующем году в Москве отдельным изданием публикуется пьеса «Настасья Костер», действие которой разворачивается во второй половине XVII века.
Начало 1920-х гг. — вершина официального признания Анны Барковой; её стихи становятся широко известны, о ней начинают говорить как о «пролетарской Ахматовой» или «Ахматовой в спецовке», выразительнице «женского лица» русской революции. Её лирика этих лет действительно глубоко оригинальна, она эффектно выражает мятежные (революционные и богоборческие) устремления «сражающейся женщины», виртуозно используя богатый арсенал поэтической техники (в частности, прочно утвердившиеся к тому времени в русской поэзии дольник и акцентный стих).
В 1924–1929 годах она работала в газете «Правда», в 1931–1934 годах сотрудничала в журналах «Голос кожевника», «Ударник нефти», работала внештатно в одном из отделов Политпросвета.
Однако мятежная натура Анны Барковой довольно быстро привела её к глубокому конфликту с советской действительностью. Она не может найти себе место в официальных литературных и окололитературных структурах.

Пропитаны кровью и желчью
Наша жизнь и наши дела.
Ненасытное сердце волчье
Нам судьба роковая дала.
Разрываем зубами, когтями,
Убиваем мать и отца,

Не швыряем в ближнего камень-
Пробиваем пулей сердца.
А! Об этом думать не надо?
Не надо — ну так изволь:
Подай мне всеобщую радость
На блюде, как хлеб и соль.
1925
25 декабря 1934 года её арестовали в первый раз. Её знакомые дали показания, что она «в беседах неоднократно рассказывала анекдоты антисоветского содержания; говорила, что при советской власти, вследствие отсутствия свободы слова и цензуры, более жесткой, чем при царском режиме, писателям нет возможности развернуть творческие силы, а после убийства Кирова оправдывала террор оппозиционеров, вынужденных прибегнуть к этому из-за отчаяния ввиду лишения их возможностей осуществлять свои идеи…». Следствие вёл Г. Я. Глаголев. Особое совещание при НКВД СССР постановило заключить её в ИТЛ на шесть лет. В письме наркому внутренних дел Ягоде от 2 марта 1935 года поэтесса писала: «В силу моего болезненного состояния и моей полной беспомощности в практической жизни наказание в виде ссылки, напр., будет для меня медленной смертью. Прошу подвергнуть меня высшей мере наказания. Жить, имея за плечами 58 ст. и тяжкое обвинение в контрреволюционной деятельности, слишком тяжело. Спокойно работать и вернуться к своей профессии писателя, что было для меня самым важным делом в жизни, будет невозможно». Анну Баркову отправили в Карлаг, откуда она была освобождена в декабре 1939 года, получив инвалидность в возрасте 38 лет.

В 1940—1947 годах она жила под административным надзором в Калуге, работала уборщицей в школе, ночным сторожем в тресте «Облсельхозстрой» и бухгалтером в местном книжном издательстве. В это время материальную поддержку поэтессе оказывал, среди прочих, Борис Пастернак: «Уважаемый Борис Леонидович! Большое спасибо за сто руб, переданные мне П. А. Кузько. Говорить о том, насколько эта помощь была своевременна, — не приходится. Должна со скорбью и стыдом признаться: когда я Вам верну эти деньги — неизвестно, ибо положение мое стандартно и стабильно катастрофично: нет службы, нет даже временной работы, пристроить куда-либо свою продукцию не удается…» (А. А. Баркова — Б. Л. Пастернаку, 22 мая 1941 года, Калуга).
Наша армия выгнала немцев из Калуги 30 декабря 1941 г. А 1 января 1942 г. меня «поздравили» с Новым годом. После проверки моего паспорта в квартире, где я в то время ночевала (я вообще с 1934 г. нигде не живу, а только ночую, прочную жилплощадь — две доски на нарах — за эти годы я имела только в лагерях). Итак, проверили документы и боец особого отдела какой-то военной части предложил мне следовать за ним.
– 39-й пункт закона о паспортах. Была в лагере с 58-й статьей, значит, работала у немцев.

Посадили меня во флигель частного дома, где уже лежало на полу 18 мужчин и одна женщина, я была вторая. На наших глазах у крыльца флигеля, находившегося в саду, были расстреляны два человека. Дни были крутые, первые дни войны, расправа была короткая. Всем остальным «фашистским проституткам» (выражались-то проще, по-русски) было обещано тоже десять граммов свинца. К счастью или к несчастью для меня, расстрелять меня не успели. Военная часть с особым отделом, забравшим меня, куда-то спешно выехала, передав арестованных в МВД. С помощью нескольких свидетелей я доказала, что у немцев не работала. Меня освободили.  
27 ноября 1947 года её арестовали повторно. Из показаний женщины, у которой Анна Баркова снимала квартиру, её дочери и одной их знакомой следовало, что поэтесса не скрывала в разговорах своего «враждебного отношения к социалистическому строю», «клеветала на советскую действительность», нелестно отзывалась о Сталине, говорила об отсутствии в СССР свободы слова. В это раз следствие вёл Райцес, прокурором был Кудряшов: «Даже моя должность сторожа явилась обвиняющим фактором. По мнению следователя, я нарочно работала сторожем, укрывая свой талант от родины». Анна Баркова была осуждена Калужским областным судом 16 февраля 1948 года на 10 лет лишения свободы с отбыванием в ИТЛ и поражением в правах на 5 лет после отбытия наказания. На этот раз её заключили в лагерь со спецрежимом в посёлке Абезь, где она находилась до 7 января 1956 года.  
Пусть под бременем неудачи 
И свалюсь я под чей-то смех,
Русский ветер меня оплачет,
Как оплакивает нас всех.
Может быть, через пять поколений,
Через грозный разлив времён,
Мир отметит эпоху смятений
И моим средь других имён.

(отрывок из стихотворения, написанного 7 декабря 1954 года)
О своём опыте пребывания в Абезьском лагере Анна Баркова впоследствии напишет: «Ни шить, ни вязать, ни вышивать, ни смеяться, ни плакать, ни отойти на 10 метров от барака — за всё полагается карцер. Нас пытались превратить в идиотов, автоматов. Некоторые сходили с ума. Я отделалась неизлечимыми болезнями и навсегда испорченной нервной системой». 
В этот период поэтесса писала о себе так

Да. Я стала совсем другая,
Не узнают друзья меня.
Но мороз иногда обжигает
Жарче солнца, больнее огня.
1954
В 1956 году она написала письмо Генеральному прокурору, в котором просила пересмотра дел: «Прошу пересмотра обоих дел. Преступление и в первом случае, когда я была осуждена ОСО, и во втором случае, когда меня осудил Кал<ужский> обл<астной> суд, было одно… Мысль. Антисоветской агитацией я не занималась, не пропагандировала, не будировала, не возмущала никого. За что меня дважды осудили? Разве мнения управляют миром? Разве мысль одного — никому неизвестного человека — могла хоть соринку забросить в государственный механизм? Нет, не могла. /.../ В первый раз меня осудили, главным образом, за два моих стихотворения, найденных у меня при обыске. Второй раз меня осудили, главным образом, за то, что когда-то я была осуждена в первый раз. Остальные обвинения были просто смехотворны. Повторять их не хочу, ибо неоднократно обращалась с детальными заявлениями и в прокуратуру РСФСР, и к Председателю Верховного суда СССР, и, наконец, к Генеральному прокурору СССР. За „мнение”, за „мысль” можно осудить любого советского гражданина, не исключая даже и того, кто в данный момент читает это заявление». В 1957 году Анна Баркова жила в украинском посёлке Штеровка (близ города Луганска).
13 ноября 1957 года, несмотря на «оттепель», её арестовали в третий раз (как и прежде, по обвинению в антисоветской агитации). В постановлении на арест было указано, что она, «дважды привлекавшаяся к уголовной ответственности за контрреволюционные преступления, не отказалась от своих антисоветских убеждений, осталась на враждебных позициях и является автором ряда рукописей злобного антисоветского содержания». Луганский областной суд 27 марта 1958 года приговорил её к 10 годам лишения свободы с последующим поражением в правах на 5 лет.
С июня 1958 находилась в Сиблаге, с февраля 1959 — в Озерлаге, с 1961 — в Дубравлаге. 15 мая 1965 года Пленум Верховного суда УССР отменил приговор в отношении Барковой за недоказанностью предъявлявшегося обвинения. В 1966—1968 годы жила в Голицыно Московской области.
Последние годы жизни провела в Москве, в коммунальной квартире на Суворовском бульваре, получая небольшую пенсию («выхлопотать» пенсию поэтессе помог А. Т. Твардовский). В Москве отличавшаяся начитанностью Анна Баркова часто посещала Дом книги на Калининском проспекте.
Все эти годы Анна Баркова продолжает писать стихи, многие из которых достигают большой художественной силы и входят в число важнейших документов «лагерной литературы» советского периода.

В переулке арбатском кривом
Очень тёмный и дряхлый дом
Спешил прохожим угрюмо признаться:
«Здесь дедушка русской авиации».
А я бабушка чья?
Пролетарская поэзия внучка моя —
Раньше бабушки внучка скончалась —
Какая жалость!
1975

Анна Александровна Баркова скончалась в Москве 29 апреля 1976 года на 75-м году жизни. Отпевание проходило в храме Николая Чудотворца в Хамовниках. Урна с её прахом захоронена на московском Николо-Архангельском кладбище (участок 1-9, колумбарий 3, секция 3-б).
Но к вам я приду, читающий друг,
Приду после смерти вскоре.
И спрошу: есть ли у вас досуг
С мёртвой, будто с живой, поспорить?
Не пугайтесь. Здесь только душа моя,
Разлуки она не стерпела
И вернулась в знакомые эти края,
Хоть сожгли в крематории тело.
Превыше всего могущество духа
И любви. Только в них бессмертие.
Вот я с вами иду. Говорю я глухо,
Но услышите вы и поверите.

(отрывок из стихотворения «Бессмертие», 1971)
Публикация её произведений началась только в 1990-е гг.; несколько сборников стихов были изданы в Иванове и в Красноярске. Одно из наиболее полных изданий — книга «…Вечно не та» (М.: Фонд Сергея Дубова, 2002). Опубликованы также дневники и проза Анны Барковой («Восемь глав безумия»: Проза. Дневники. М.: Фонд Сергея Дубова, 2009). Творчеству Анны Барковой посвящена одна из программ авторского цикла Данилы Давыдова под названием «Непрочитанные поэты».

Языковая четкость её стихов отражает достоинство, с которым эта женщина прошла тернистый путь, уготованный сотням тысяч людей. (В. Казак)

Песни на стихи Анны Барковой исполняет Елена Фролова. В 2017 году Чешское Телевидение выпустило фильм о жизни Анны Барковой под названием «8 hlav sílenství» («Восемь глав безумия» — по одноимённому произведению). Роль поэтессы в нём исполнила Анета Лангерова.
В Иваново, на здании бывшей женской частной гимназии М. Крамаревской, установлена мемориальная доска, посвящённая поэтессе.
Значительная часть литературного наследия Анны Барковой не опубликована.

Плита колумбария Барковой на Николо-Архангельском кладбище Москвы.

## Адреса
- Иваново-Вознесенск (приход Покровской церкви): 1901 – 1922 гг.[3]
- Москва, Скарятинский переулок, д. 8, кв. 5: 1922 – декабрь 1934 года[17]
- Карлаг: 1935 – декабрь 1939 года
- Таганрог (Северный посёлок): январь – июнь 1940 года[25]
- Ростов: июнь 1940 года[26]
- Калуга, ул. Ворошилова, дом 18, кв. 6: сентябрь 1940 – 27 ноября 1947 года[27]
- Коми АССР, Интинский район, посёлок Абезь, п/я 388/16-В: 1947 – 1956 гг.[17]
- Анжеро-Судженск, Луговской переулок, 20: январь – март 1956 года[17]
- Москва, Трубниковский пер., дом 26, кв. 13: с марта 1956 года[10]
- Штеровка, ул. Пионерская: январь – ноябрь 1957 года[28]
- ст. Суслово: июнь 1958 года[29]
- Сиблаг: с июня 1958 года
- Озерлаг: с февраля 1959 года
- Дубравлаг: 1961-1965 гг.
- Голицыно, Коммунистический проспект, 26 (Дом творчества): 1966 – 1968 гг.[30]
- Москва, Суворовский бульвар, дом 12, кв. 43: 1966 – 1976 гг.[31]

## Публикации
- Женщина: Стихи. — Пг.: Гиз, 1922. — 96 с. Предисл. А. Луначарского (воспроизведено в сб. Возвращение).
- Настасья Костер. — М.-Пг., 1923. Пьеса.
- Стихотворения биогр. справка И. Угримовой и Н. Звездочетовой; из предисл. А. В. Луначарского // Доднесь тяготеет. Вып. 1 : Записки вашей современницы / сост. С. С. Виленский. — М.: Сов. писатель, С. 335—355 1989
- Возвращение: Стихотворения. — Иваново, 1990. — 196 с. Сост. А. Агеев, Л. Садыга, Л. Таганов. Предисл. Л. Таганова.
- Избранное. Из гулаговского архива. сост., подгот. текста и коммент. Л. Н. Таганова и З. Я. Холодовой; вступ. ст. Л. Н. Таганова; обзор архив. следственных дел В. Д. Панова; худож. оформ. Л. А. Куцентовой. — Иваново: Иванов. гос. ун-т, 1992. — 300 с.
- Герои нашего времени. – Москва: Возвращение, 1992 – 36 с.
- Избранные стихи — Красноярск: ИПК «ПЛАТИНА», 1998. — 75 с. Серия «Поэты свинцового века».
- …Вечно не та. — М.: Фонд Сергея Дубова, 2002. — 624 с.
- журнал Вече Цикл стихотворений «Тоска татарская».
- Вестник РХД, № 121 (1977), с.287-293.
- «Огонек», № 35, 1988, с.36.
- «Волга», № 3, 1991, с.78-80.
- «Литературное обозрение», № 8, 1991.
- «Вопросы литературы», 1997, № 6. Семь писем Барковой 1922—1975 гг. к её подруге К. И. Соколовой (1900—1984) и пять писем 1957—1967 гг. к Т. Г. Цявловской (1897—1978).
- Анна Баркова: Сто лет одиночества // «Новый мир», № 6, 2001. Публикация и предисловие Л. Н. Таганова.
- День поэзии. 1989. С.52-53.
- Лазурь. Вып.1. М., 1989.
- Средь других имен, с.95-124. (Название этой антологии поэтов-узников ГУЛАГа — цитата из стихотворения Анны Барковой.)
- Лучшие стихи года [по мнению литературных критиков Л. Барановой, В. Кожинова, И. Ростовцевой, П. Ульяшова]. — М.: Молодая гвардия, 1991. С.171-172. 2 стихотворения в разделе Ростовцевой.
- РПМ, с.158.
- СТР, с.362-363.
- РПА, с.277-278.
- Сто одна поэтесса Серебряного века. Антология /Сост. и биогр. статьи М. Л. Гаспаров, О. Б. Кушлина и Т. Л. Никольская. — СПб.: ДЕАН, 2000. С.21-24. 4 стихотворения 20-х годов.
- От символистов до обэриутов. Поэзия русского модернизма. Антология. Книга 2 /Сост. А. С. Карпов, А. А. Кобринский, О. А. Лекманов. — М.: Эллис Лак, 2000; 2002. С.486. Отношусь к литературе сухо…
- Поэзия второй половины XX века /Сост. И. А. Ахметьев, М. Я. Шейнкер. — М.: СЛОВО/SLOVO, 696 с. 2002 С.30-35. ISBN 5-85050-379-X
- Поэзия узников ГУЛАГа, с.228-233 издательство: МФД: Материк 2005 ISBN 5-85646-111-8
- Антология самиздата. Том 1, кн. 1. С.114-121.
- Мы — летописцы Пимены и нам не надо имени. — М.: («Аванглион», 2007) «РуПаб+», 2009. Издание 2-е, доп. (Т. И. Исаевой). С.10-14. 4 стихотворения 1920-х гг.
- Русские стихи 1950—2000 годов. Т.1. С.75-79.
- Восемь глав безумия. Проза. Дневники. — М.: Фонд Сергея Дубова, 2009. — 512 с. ISBN 978-5-94177-011-3